# Garafilia Mohalbi

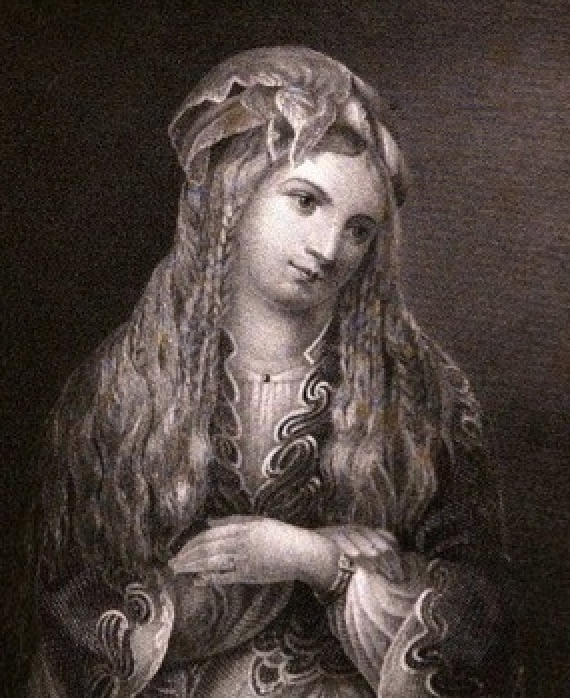
Garafilia Mohalbi, Stich von Edward Gallaudet nach einer Miniatur von Ann Hall

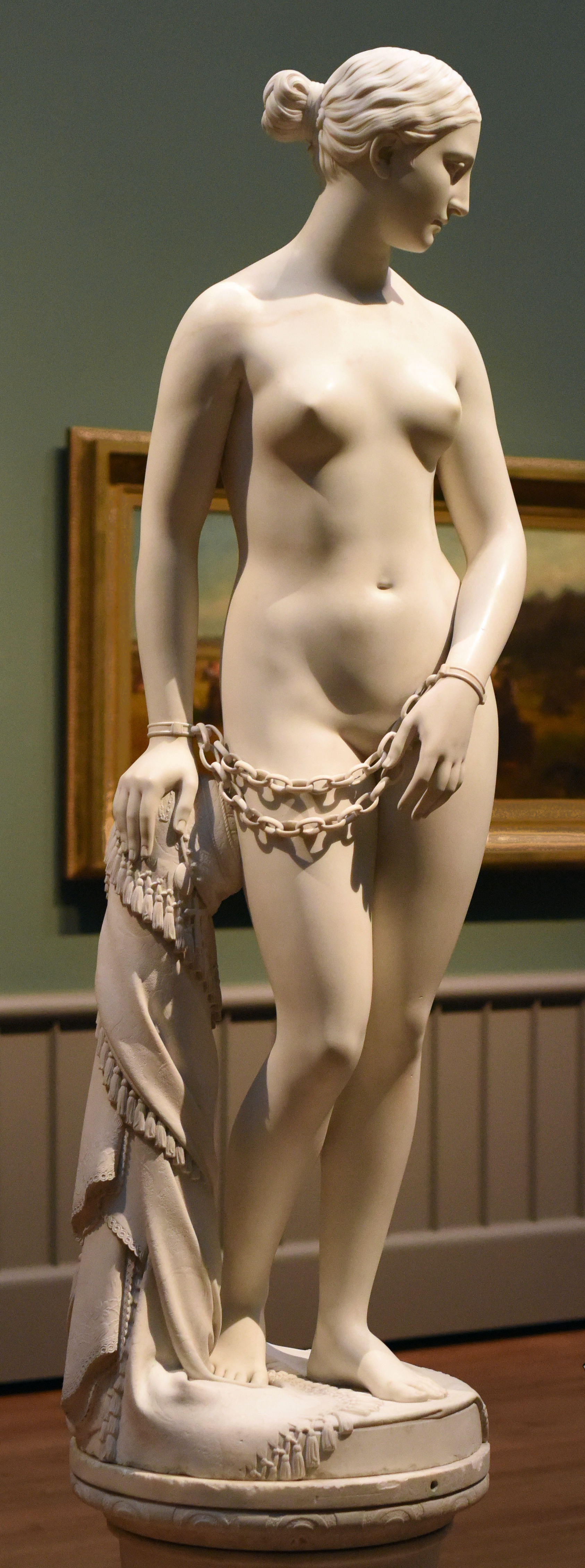
The Greek Slave, Marmorskulptur von Hiram Powers, 1843

Garafilia Mohalbi (griechisch Γαριφαλιά Μιχάλβεη; * 1817 auf Psara; † 17. März 1830 in Boston, Massachusetts) war eine griechische Sklavin, die von einem US-amerikanischen Kaufmann gerettet wurde und bei seiner Familie in Boston lebte. Sie stammte aus einer angesehenen Familie auf der Insel Psara. Ihre Eltern wurden 1824 während der Griechischen Revolution bei der Zerstörung von Psara durch die Türken getötet und Mohalbi kam mit rund 15.000 weiteren Einwohnern in die Sklaverei. Sie kam etwa zur gleichen Zeit in Boston an, als Samuel Gridley Howe John Celivergos Zachos, Christophorus Castanis und andere griechische Flüchtlinge nach Boston brachte. Sie starb im Alter von dreizehn Jahren und wurde nach ihrem Tod in den Medien und unter Abolitionisten zu einem Symbol gegen die Sklaverei.

## Leben
Garafilia Mohalbi wurde als Tochter einer bekannten griechischen Familie auf der Insel Psara geboren. Ihre Eltern wurden 1824 bei der Zerstörung von Psara durch die Türken getötet. Mohalbi und ihre Schwestern wurden entführt und in die Sklaverei verkauft. Im Alter von zehn Jahren arbeitete sie als Sklavin für eine türkische Familie in Smyrna.
Auf einem Basar in Smyrna traf sie den amerikanischen Kaufmann Langdon und bat ihn, sie aus der Sklaverei zu befreien. Er kaufte sie der türkischen Familie ab und adoptierte sie als seine Tochter. Er sorgte dafür, dass Garafilia nach Boston segelte, wo sie bei seiner Familie leben sollte. Ihre Schwestern wurden ebenfalls aus der Sklaverei befreit und nach Europa geschickt. Mohalbi wurde Schülerin der Ursulinen-Klosterschule in Charlestown, einem Stadtteil von Boston. Garafilia Mohalbi starb am 17. März 1830 im Alter von dreizehn Jahren an Tuberkulose.

## Nachleben
Nach ihrem Tod wurde Garafilia Mohalbi in den Medien in Boston, Neuengland und schließlich in der ganzen Welt bekannt. Die Miniaturistin Ann Hall schuf ein populäres Miniaturporträt von ihr. Das Miniaturporträt wurde später als populärer Stich von Edward Gallaudet vervielfältigt. Das Porträt von Garafilia Mohalbi war Ann Halls populärstes Kunstwerk.
Im Jahr 1831, noch vor ihren ersten Büchern, schrieb Lydia Sigourney ein Gedicht über Garafilia Mohalbi für The Youth's Keepsake A Christmas and New Year's Present. 1835 veröffentlichte Sigourney Zinzendorff, and Other Poems, in dem das gleiche Gedicht mit dem Titel Garafilia Mohalby enthalten war.
Im Jahr 1843 ließ sich die Dichterin Hannah Flagg Gould von Ann Halls Miniaturporträt inspirieren, von dem sie einen Stich hatte. Sie schrieb ein Gedicht mit dem Titel Garafilia's Picture, das in ihrem Buch The Golden Vase A Gift for the Young veröffentlicht wurde. Die Schriftstellerin Sarah Josepha Hale veröffentlichte in ihrem Buch Woman's Record Or, Sketches of All Distinguished Women einen Artikel über Garafilia Mohalbi.
In den 1850er Jahren komponierte Carl Gartner, Musiker in einem Trio und Musiklehrer in Boston, eine Mazurka für Klavier, um „das griechische Sklavenmädchen Garafilia“ zu ehren.
Mehrere Schiffe, unter anderen in Honolulu, Baltimore und Rio de Janeiro, wurden nach Garafilia benannt. Der Name wurde auch für Namensänderungen und die eigenen Kinder populär.
Die Popularität der griechischen Sklavengeschichte verbreitete sich in den gesamten Vereinigten Staaten. Der  Bildhauer Hiram Powers reiste nach Europa, um sich ein Bild vom Sklavenhandel zu machen. Während seines Aufenthalts in Florenz begann er, die populäre Skulptur The Greek Slave zu schaffen. Im selben Kontext entstanden diverse Gemälde, wie der Sklavenmarkt von Jean-Léon Gérôme, Der Sklavenmarkt von Gustave Boulanger oder die Gemälde von Otto Pilny.
1851 veröffentlichte Christophoros Plato Kastanes sein Buch, in dem er in einem Kapitel seine Erfahrungen als entlaufener Sklave aus Chios im kriegsgebeutelten Griechenland schilderte. Das Buch wurde in den Vereinigten Staaten sehr populär und erschien in mehreren Auflagen. Harriet Beecher Stowe spielt in The Key to Uncle Tom's Cabin darauf an, dass das griechische Sklavenmädchen Garafilia als Inspiration für Uncle Tom's Cabin diente, indem sie schreibt: „I was in Smyrna when our American consul ransomed a beautiful Greek girl in the slave-market. I saw her come aboard the brig «Suffolk», when she came on board to be sent to America for her education.“